# Rower trekingowy

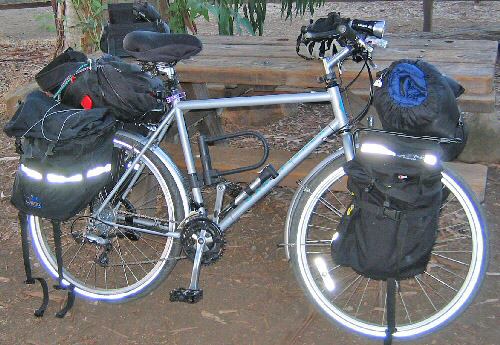
Rower trekingowy

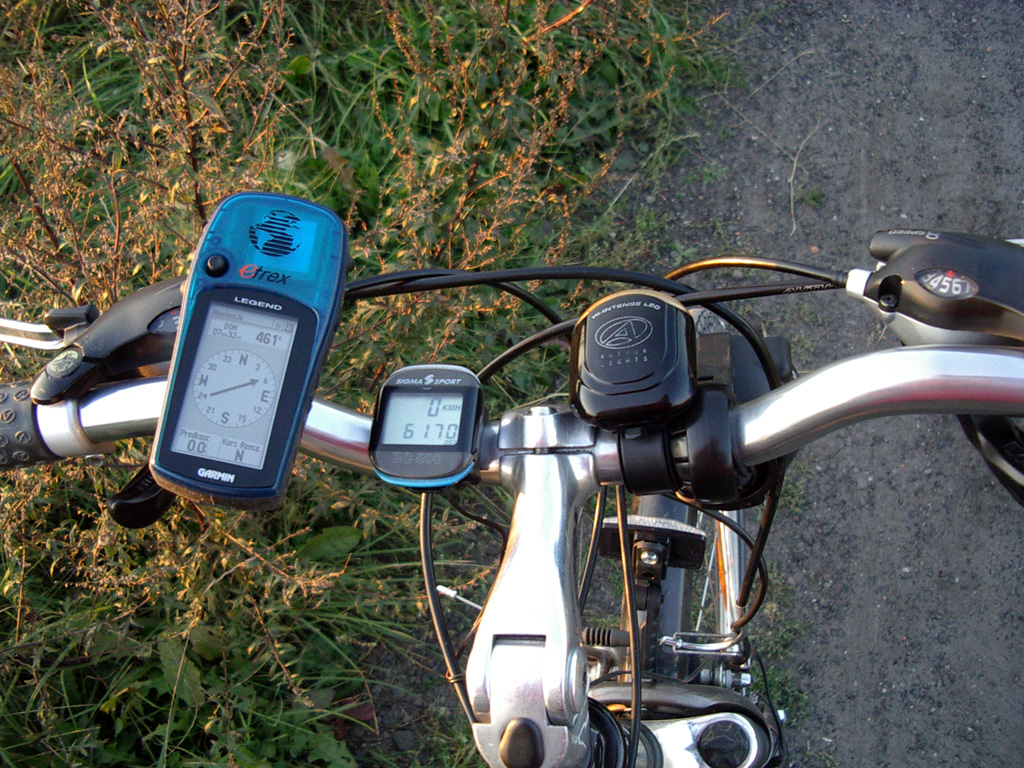
Coraz częściej rowery turystyczne, poza prędkościomierzem wyposażane są w nawigację satelitarną (GPS)

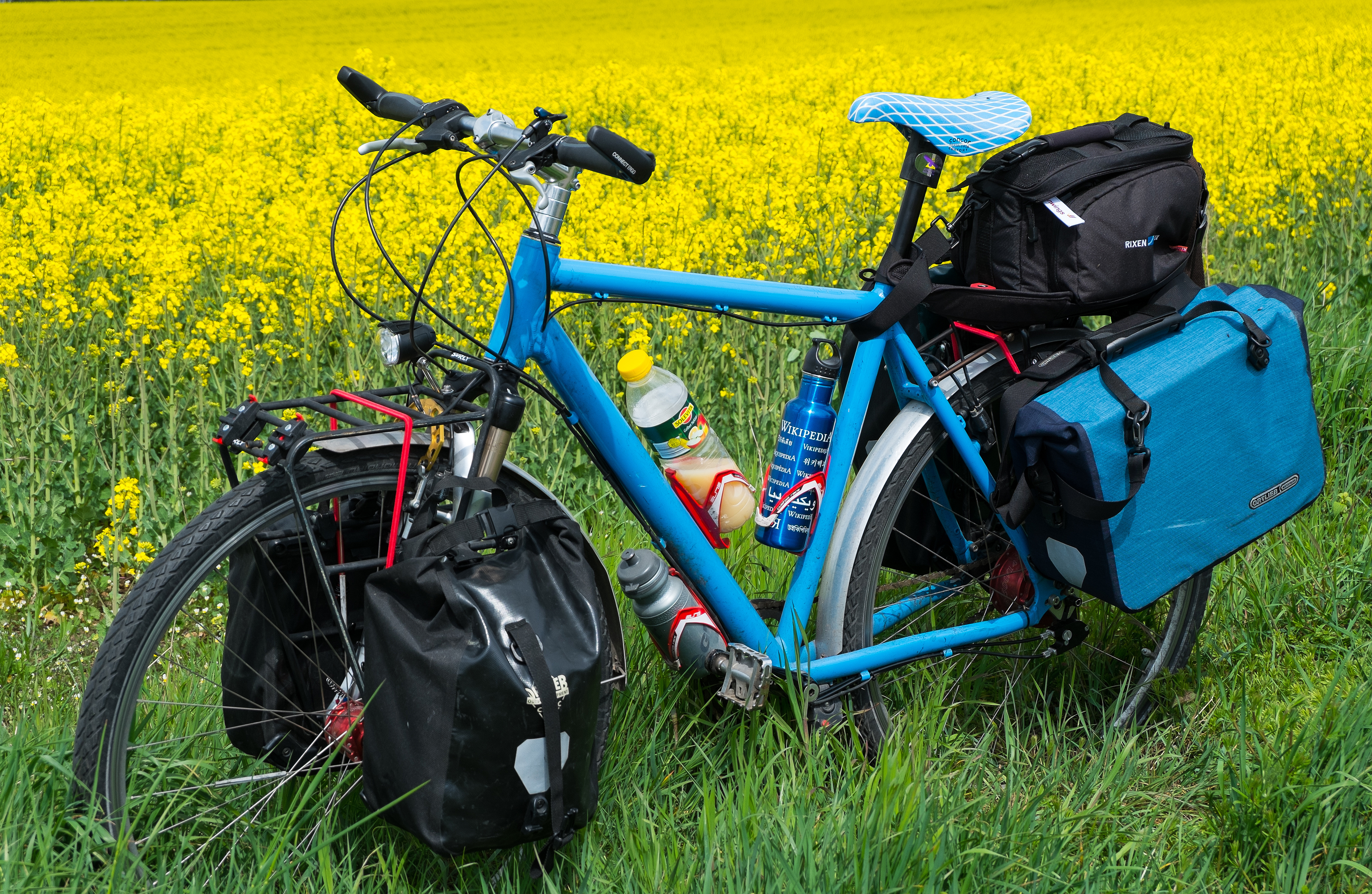

Rower trekkingowy, rower trekingowy – rower do uprawiania zaawansowanej turystyki rowerowej, polegającej na przemierzaniu długich, często wielodniowych tras, zarówno po drogach asfaltowych, jak i drogach o nawierzchni nieutwardzonej.
Rowery trekingowe buduje się zazwyczaj na kołach 28-calowych, choć znane są też odmiany na kołach 26-calowych, bardziej zbliżone do roweru górskiego. Rowery trekingowe mają zazwyczaj bogate wyposażenie (lampki na dynamo, błotniki, bagażniki i sakwy), pośrednie między rowerem szosowym a rowerem górskim ogumienie i ramę umożliwiające jazdę w bardziej wyprostowanej pozycji niż w rowerach wyścigowych. Rowery trekingowe wyposaża się zwykle w osprzęt dobrej jakości, ale większe znaczenie ma tu trwałość i niezawodność niż niska masa i duża liczba przełożeń.
Ważną cechą (której często nie posiadają rowery szosowe i górskie) jest możliwość zamontowania bagażników i sakw, zarówno z przodu, jak i z tyłu, czasem także złącza do przyczepki (jedno- bądź dwuśladowej). Dobre rozłożenie bagażu jest niezbędne do pokonywania długich, często wielotygodniowych tras.
Rower trekingowy z pełnym wyposażeniem jest zazwyczaj dość ciężki. Jego masa (razem z zawartością sakw) często dochodzi do 30-35, a w pewnych przypadkach nawet 50–60 kg.